# العلاقات الرومانية الكوستاريكية
العلاقات الرومانية الكوستاريكية هي العلاقات الثنائية التي تجمع بين رومانيا وكوستاريكا.

## مقارنة بين البلدين
هذه مقارنة عامة ومرجعية للدولتين:
| وجه المقارنة                                              | رومانيا                                                                               | كوستاريكا                                 |
| --------------------------------------------------------- | ------------------------------------------------------------------------------------- | ----------------------------------------- |
| المساحة (كم2)                                             | 238.40 ألف                                                                            | 51.10 ألف                                 |
| عدد السكان (نسمة)                                         | 19.59 مليون                                                                           | 4.91 مليون                                |
| الكثافة السكانية (ن./كم²)                                 | 82.17                                                                                 | 96.09                                     |
| العاصمة                                                   | بوخارست                                                                               | سان خوسيه                                 |
| اللغة الرسمية                                             | اللغة الرومانية                                                                       | اللغة الإسبانية                           |
| العملة                                                    | ليو روماني                                                                            | كولون كوستاريكي                           |
| الناتج المحلي الإجمالي (بليون دولار)                      | 211.80 مليار                                                                          | 57.06 مليار                               |
| الناتج المحلي الإجمالي (تعادل القوة الشرائية) بليون دولار | 465.56 مليار                                                                          | 74.98 مليار                               |
| الناتج المحلي الإجمالي الاسمي للفرد دولار أمريكي          | 9.47 ألف                                                                              | 11.26 ألف                                 |
| الناتج المحلي الإجمالي للفرد دولار أمريكي                 | 23.63 ألف                                                                             | 14.92 ألف                                 |
| مؤشر التنمية البشرية                                      | 0.793                                                                                 | 0.766                                     |
| رمز المكالمات الدولي                                      | +40                                                                                   | +506                                      |
| رمز الإنترنت                                              | .ro                                                                                   | .cr، قائمة نطاقات المستوى الأعلى للإنترنت |
| المنطقة الزمنية                                           | ت ع م+02:00، ت ع م+03:00، أوروبا/بوخارست ‏، توقيت شرق أوروبا، توقيت شرق أوروبا الصيفي ‏ | 00                                        |

## مدن متوأمة
في ما يلي قائمة باتفاقيات التوأمة بين مدن رومانية وكوستاريكية:
- ترتبط غالاتس مع ليمون باتفاقية توأمة.

## منظمات دولية مشتركة
يشترك البلدان في عضوية مجموعة من المنظمات الدولية، منها:
| علم المنظمة | اسم المنظمة                               | تاريخ انضمام رومانيا | تاريخ انضمام كوستاريكا |
| ----------- | ----------------------------------------- | -------------------- | ---------------------- |
|             | مؤسسة التنمية الدولية                     | 12 أبريل 2014        | 30 يونيو 1961          |
|             | يونسكو                                    | 27 يوليو 1956        | 19 مايو 1950           |
|             | مؤسسة التمويل الدولية                     | 23 سبتمبر 1990       | 20 يوليو 1956          |
|             | منظمة حظر الأسلحة الكيميائية              | ?                    | ?                      |
|             | الأمم المتحدة                             | 14 ديسمبر 1955       | 2 نوفمبر 1945          |
|             | الاتحاد الدولي للاتصالات                  | 9 فبراير 1866        | 13 سبتمبر 1932         |
|             | منظمة الشرطة الجنائية الدولية             | ?                    | ?                      |
|             | البنك الدولي للإنشاء والتعمير             | 15 ديسمبر 1972       | 8 يناير 1946           |
|             | الاتحاد البريدي العالمي                   | ?                    | ?                      |
|             | المركز الدولي لتسوية المنازعات الاستشارية | 12 أكتوبر 1975       | 27 مايو 1993           |
|             | وكالة ضمان الاستثمار متعدد الأطراف        | 10 سبتمبر 1992       | 8 فبراير 1994          |
|             | منظمة التجارة العالمية                    | 1995                 | ?                      |
|             | الفريق المعني برصد الأرض                  | ?                    | ?                      |

## وصلات خارجية
- موقع وزارة الخارجية الرومانية
- موقع وزارة الخارجية الكوستاريكية